# Jurinea tapetodes
Jurinea tapetodes là một loài thực vật có hoa trong họ Cúc. Loài này được Iljin mô tả khoa học đầu tiên năm 1932.